# El Lago
El Lago város az USA Texas államában, Harris megyében. Lakosainak száma 3090 fő (2020. április 1.).

## Népesség
A település népességének változása:

| 2010 | 2 706 |
| 2020 | 3 090 |